# 漢江人道橋爆破事件
漢江人道橋爆破事件（かんこうじんどうきょうばくはじけん）は、朝鮮戦争中の1950年6月28日2時30分に、現在のソウル特別市において韓国軍が漢江人道橋（現在の漢江大橋）を爆破し民間人800人あまりが死亡した事件。

## 事件の経過
1950年6月25日に朝鮮民主主義人民共和国（北朝鮮）が大韓民国（韓国）を攻撃し、韓国軍は後退を続けていた。6月27日深夜1時、中央庁において招集された非常国務会議で、政府の水原移転が決定された。ソウル市民については当初より移動計画はなく、この席でも何らの対策も講じられなかった。この後、深夜国会において、「国会議員は百万のソウル市民とともに首都を死守する」との決議がなされた。午前5時ごろより招集された国防首脳会議において、参謀総長の蔡秉徳少将は「政府は南に移動しても、軍はソウルを固守する」との決意を披瀝したが、散会直後、前線から「今晩持ちこたえることは難しい」という悲観的な状況報告を受けた。
27日午前3時ごろ、大統領の李承晩はついに周囲に説得され、ソウルより退避した。午前6時、政府が水原への遷都を発表したことで、それまで楽観的な報道のみを聞かされていたソウル市民は、初めて首都の危機を知った。避難路を求める市民が漢江の人道橋付近やソウル駅に殺到する一方、増援部隊の車両は北上を続けており、市内は大混乱に陥った。
6月28日午前1時、彌阿里（城北区）において韓国軍の防御線が突破され、ソウルの最終防衛線は崩壊した。1時45分、北朝鮮軍戦車が市内に突入したとの報を受け、蔡はただちに漢江橋の爆破を命令して、漢江を渡って始興に向かった。一方、参謀総長の出発直後に陸軍本部に到着した第2師団長の李亨根准将、第5師団長の李應俊少将、第7師団長の劉載興准将はこの命令の件を聞き、第一線部隊が後退命令を受けないままで戦闘を継続中であることから、部隊を後退させたのちに爆破するように進言した。参謀副長の金白一大佐もこれに同意し、作戦局長の張昌国大佐に橋梁爆破を中止するよう命じた。張は南漢江派出所の爆破指揮所に急行したものの、ソウル市内、特に漢江北岸は避難民や将兵によって大混乱に陥っており、道路の通行は極めて困難であった。
爆破指揮所においては、参謀総長の爆破命令を受け、28日午前2時20分ごろ、陸軍本部工兵監の崔昌植大佐は爆破命令を下達した。この時、橋梁においては陸軍憲兵と警察が、命令なしに後退する車両を阻止しようとしていたが、ほとんど統制できなかった。午前2時30分（韓国時間）には、約4000名の避難民が漢江人道橋を渡っていた。
点火信号と同時に、人道橋、続いて3本の鉄道橋（漢江鉄橋）が爆破された。爆破中止命令を下達するため急進中であった張は、爆破指揮所まであとわずかのところで大爆音を聞いた。統制が不十分であったことから、爆破時にも橋梁上には軍人と警察、車両があった。この漢江人道橋爆破事件によって約200-800人(ほとんどの兵士と警察)の人が犠牲になったと推定されるが、 また、北漢江派出所付近では破片によって40余両の車両が大破し、多くの人員が負傷した。そして、韓国軍主力部隊は退路を遮断され、これらを支援していた1,318両の車両や装備品、補給品が漢江北岸に取り残され、北朝鮮軍の手中に落ちた。しかし装薬の不発により、京釜線の複線鉄橋と京仁線の単線鉄橋が完全に破壊されず、のちに北朝鮮軍戦車の漢江渡河を許すことになり、作戦に大きな影響を及ぼした。朝鮮人民軍が漢江人道橋に到着したのは、爆破から6時間後のことであった。
このように、混乱状態のなかで橋梁を爆破したことは、民間人に多数の犠牲を出しただけでなく、爆破を行なった韓国軍自身にとっても大きな損失となった。この時点で、韓国軍の主力である第2、第3、第5、第7師団と首都防衛司令部の部隊は依然としてソウルの外郭防衛線において戦闘を継続中であり、また、第1師団は坡州南側の陣地を固守し、小規模な反撃を繰り返すことで北朝鮮軍の攻勢を阻止し続けていた。しかし、橋梁が爆破され、また北朝鮮軍が市内に突入したことで、背後を遮断されたことを知った各部隊は、雪崩を打ったように後退を開始した。その様相について、日本の陸上自衛隊幹部学校（旧軍の陸軍大学校に相当）の戦史教官たちによる陸戦史研究普及会は、
韓国軍主力は、北朝鮮軍の強圧もさることながら、自ら過早に退路を遮断したことが決定的な要因となって、信じられぬ速度で崩壊していった
と評している。
このことから、本事件の責任が誰にあるのかが大きな問題となった。蔡は「軍事常識のあるものがそんな命令を下すはずがない」、国防次官であった張暻根は「私は命じていない」と主張し、結局は、現場責任者であった崔が責任をとらされて、 9月21日、釜山郊外で銃殺された。しかし1962年の再審の結果無罪となり、崔の名誉は回復された。爆破時の消息を知る米軍顧問は、命令は蔡より発せられており、崔はそれを忠実に実行したに過ぎないと信じており、また、当時作戦局にいた匿名の高官や、参謀副長であった金は、張次官による命令であったと考えているとのことである。
事件から60年を経た2010年6月28日、韓国では事件以来、初となる慰霊祭が民間団体によって行われた。現在に至るまで、事件犠牲者の慰霊碑すら建立されていないため、建設を要求する動きもある。